# Musikjahr 1432
Liste der Musikjahre

◄◄ | ◄ | 1428 | 1429 | 1430 | 1431 | Musikjahr 1432

Weitere Ereignisse
Dieser Artikel behandelt das Musikjahr 1432.

## Ereignisse

### Heiliges Römisches Reich

#### Gefürstete Grafschaft Tirol

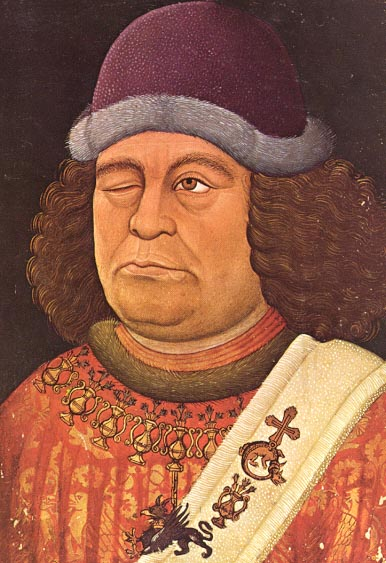
Oswald von Wolkenstein – Porträt aus der Innsbrucker Handschrift von 1432 (Liederhandschrift B)

- Der Sänger, Dichter, Komponist und Diplomat Oswald von Wolkenstein ist „der erste deutschsprachige Dichter und Musiker, von dem ein Individualporträt erhalten ist: Das Tempera-Bild ist seiner jüngeren Werksammlung vorangestellt ... . Es wurde wohl 1432 in Oberitalien gemalt, wahrscheinlich von einem Maler aus der Schule Pisanellos, möglicherweise sogar von Pisanello selbst ... . Es zeigt den Autor in kostbarer Kleidung und mit den Abzeichen des aragonesischen Kannen- oder Greifen-Ordens sowie des von König Sigismund begründeten Drachenordens, ferner die zwei auffälligen und auch in seinen Liedern erwähnten physiognomischen Eigenheiten: eine mißgestaltete Unterlippe sowie das fehlende (verletzte?) rechte Auge ... .“[1]

#### Herzogtum Österreich
- Der deutsche Benediktiner, Theologe, Prediger und Musiktheoretiker Johannes Keck, der von 1429 bis 1431 Artes liberales und Philosophie an der Universität Wien gelehrt hat und gleichzeitig Theologie studierte, liest 1432 über biblische Schriften.[2][3]
- Die früheste bekannte Aufführung des Wiener Osterspiels, eines geistlichen Dramas, findet 1432 im herzoglichen Schloss – aufgeführt von Mitgliedern der Universität Wien – statt.[4]

#### Hochstift Lüttich
- Der Komponist Johannes Brassart, der seit 1422 als Kaplan tätig war, gibt 1432 sein Kaplansamt auf und wird Kanoniker.[5][6]

### Herzogtum Burgund
- Nach den Angaben eines gewissen Guillaume Benoit ist Gilles Binchois am burgundischen Hof Philipps des Guten im Jahr 1427 schon ein Begriff. Weil aber die Gehaltslisten von 1419 bis 1436 fehlen, ist nicht genau bekannt, ab welchem Jahr er tatsächlich der burgundischen Hofkapelle beitritt, um ihr bis 1452 aktiv anzugehören. Der früheste Beleg für seinen dortigen Dienst stellt erst seine Motette Nove cantum melodie dar, komponiert zur Taufe von Anthoine von Burgund, dem Sohn Philipps des Guten und Isabellas von Portugal am 18. Januar 1431.[7][8]
- Der flämischer Arzt, Astronom und Musiktheoretiker Henri Arnaut de Zwolle tritt 1432 als „Professeur en medecine“, „Astronomen“ und „Maistre … en astrologie“ in die Dienste Philipps III. von Burgund.[9]
- Nach der Gründung des Ordens vom Goldenen Vlies 1430 bestimmt Herzog Philipp der Gute 1432 die Sainte-Chapelle in Dijon als „lieu, chapitre et collège“, also als Sitz des Ordens. In der Sainte-Chapelle wird „in diesem Jahr eine wöchentliche Reihe polyphoner Votivmessen“ eingeführt „und im darauffolgenden Jahr“ werden vier „in der Musikkunst bewanderte“ Sänger engagiert.[10]

#### Grafschaft Flandern
- Der Komponist Georgius a Brugis, der von 1427 bis 1431 in Treviso tätig war, hat ein Kanonikat in Brügge erhalten und hält sich von 1432 bis zu seinem Tod am 14. September 1438 in der Sint-Donaaskathedraal auf.[11]
- Jacobus Coutreman ist von 1417 bis 1422 und von 1427 bis 1432 an der Sint-Donaaskathedraal in Brügge als Sänger, Succentor, Organist and Schreiber tätig.[12][13]

#### Herrlichkeit Mechelen
- Die Stadt Mechelen, die zuvor zwei Musiker als Turmwächter engagiert hatte, beschäftigt von 1432 bis 1433 zwei städtische Hornbläser, die den Kern eines Ensembles fester Stadtmusikanten bilden.[14]

#### Herzogtum Brabant
- Der Komponist Petrus de Domarto ist laut Hypothese Reinhard Strohms möglicherweise identisch mit Pierre Maillart dict Petrus, einem Freund von Guillaume Dufay. Maillart dict Petrus ist seit 1432 in Brüssel und von 1440 bis 1449 in Brügge tätig.[15]

### Italienische Staaten

#### Kirchenstaat
- Der franko-flämische Komponist, Sänger und Musiktheoretiker Guillaume Dufay ist seit Dezember 1428 Mitglied der päpstlichen Kapelle in Rom. Diese Position bekleidet er mit einer zweijährigen Unterbrechung bis Mai 1437.[16][17] Unter Papst Martin V., also bis 1431, hat er nach allem Anschein noch keine hervorgehobene Rolle gespielt.[18] Dies ändert sich mit Beginn des Pontifikats des repräsentations- und prunkliebenden Papstes Eugen IV. in Rom und Florenz (Amtszeit 1431–1447), in dem erstmals eine systematische kuriale Musikpolitik mit der mensuralen Polyphonie betrieben wird. Nachdem es in Papst Eugens Heimat Venedig üblich war, alle bedeutenden Ereignisse mit eigens dafür komponierter Musik auszustatten, ist sicher der Plan entstanden, dies unter seinem Pontifikat fortzusetzen, so dass das Schaffen Dufays in dieser Periode eine stattliche Reihe der bedeutendsten Werke aufweist.
- Der Komponist Arnold de Lantins ist von November 1431 bis Juni 1432 – zusammen mit Guillaume Dufay und Guillaume Malbecque – Sänger in der päpstlichen Kapelle von Papst Eugen IV.[19][20]
- Der Komponist Guillaume Malbecque ist von November 1431 bis 1438 Mitglied der päpstlichen Kapelle von Papst Eugen IV.[21][22]

#### Republik Florenz
- Der italienische Organist und Komponist Antonio Squarcialupi, der ab Januar 1431 Organist der Kirche Orsanmichele in Florenz war, erhält 1432 eine Anstellung als Domorganist im Dom von Florenz. Möglicherweise hat ihm der Organist und Orgelbauer Matteo di Paola da Prato diese Stelle vermittelt.[23][24]
- In Florenz wird spätestens seit 1432 öffentlicher Musikunterricht angeboten. Es ist belegt, das in diesem Jahr drei Musiker eine Musikschule gründeten „um allen, die in ihr Atelier kamen, das Spielen von Harfe, Laute und allen anderen Instrumenten beizubringen“.[25]

#### Republik Venedig
- Der italienische Musiktheoretiker Nicolaus de Capua ist von 1432 bis 1434 Sänger an der Kathedrale von Udine.[26][27][28][29]
- Der italienische Komponist Christoforus de Monte ist vom 17. Mai 1432 bis zum 29. April 1437 als Mansionarius der Kathedrale von Udine tätig.[28][29]

### Königreich England
- Der englische Komponist John Dunstable ist vermutlich seit 1427 canonicus und musicus in Diensten des Herzogs von Bedford, der nach dem Tod seines Bruders, König Heinrichs V., von 1422 bis 1435 Regent von Frankreich ist. Gleichzeitig dürfte er von 1427 bis 1436 auch im Dienste der Königin Johanna von Navarra gestanden haben.[30]
- Der Komponist Soursby ist spätestens seit 1432/33 Chorleiter an der Kollegiatkirche St. Mary in Warwick. Von Richard Beauchamp, dem 13. Earl of Warwick erhält er eine lebenslange Jahresrente von £10.[31][32]

### Königreich Frankreich
- Der um das Jahr 1400 geborene französische Theologe, Musiktheoretiker und Poet Egidius Carlerius studiert und lehrt bis 1432 in Paris.[33]

### Königreich Neapel
- Der Benediktinermönch der Territorialabtei Montevergine Theodonus de Caprio ist Kompilator oder Autor des Traktates Regule contrapuncti, einer Aufstellung von Regeln zum Kontrapunkt. Dies geht aus einem Incipit vom 13. Juli 1431 hervor. Ein zweiter Incipit vom 31. März 1432 leitet eine (fragmentarische) Abschrift des musiktheoretischen Werkes Libellus cantus mensurabilis, wahrscheinlich von Johannes de Muris ein.[34][35]

## Kompositionen und Schriften
- Innsbrucker Liederhandschrift B (Texte mit Noten) von 1432 (heute in der Universitäts- und Landesbibliothek Tirol, ohne Signatur, Innsbruck; Großfolioband, 48 Pergamentblätter, im Hauptteil 1432 fertiggestellt, nur wenige Nachträge bis 1438: 118 Liedtexte und Melodien; lebensgroßes Brustbild von Oswald von Wolkenstein auf dem Vorsatzblatt, erstes lebensechtes Porträt eines deutschen Dichters)
- Graduale aus Stams von 1432 (heute in der Universitäts- und Landesbibliothek Tirol in Innsbruck)[36]
- Antonius Romanus – Aurea flammigera (Motette, vermutlich 1432 zu Ehren von Gianfrancesco Gonzaga)[37]

## Gestorben

### Todesdatum gesichert
- 26. August: Kanze Motomasa, japanischer Nō-Autor und -Schauspieler (* um 1401)

### Genaues Todesdatum unbekannt
- Jacobus Coutreman, südniederländischer Komponist (* unbekannt)[38][39]
- vor dem 2. Juli: Arnold de Lantins, franko-flämischer Komponist und Sänger (* vor 1400)[19][20]

### Gestorben nach 1432
- Antonius Romanus, Komponist (* vor 1400)[40]